# Дмитрий Семёнович Друцкий Секира
Князь Дмитрий Семёнович Друцкий Секира (ум. ранее 24 марта 1470) — государственный деятель Великого княжества Литовского.

## Биография
Сын князя Семёна Дмитриевича Друцкого. Прозывался князем Зубревицким по названию принадлежавшего ему местечка Зубревицы на реке Ульянце в Оршанском повете, где была его главная усадьба. В источниках упоминается как князь Митько Секира, или Митько Зубревицкий (dux Mithko filius Syemoni ducis Druschnensis; кnіаź Mitko Zubrewicki).
В 1425 году король Владислав Ягелло пожаловал ему 60 гривен с Перемышльских и Дорогобужских солеварен и Львовские подати, а в 1427 году передал имения Хлопы, Вангерче, Каколовиче, Комарно в Гродненском повете и Кличко в Щучинском, общей стоимостью 300 гривен, при условии военной службы в русских землях Польского королевства.
В Великом княжестве Литовском получил от Витовта и Сигизмунда Кейстутовича город Остёр, Городец Остёрский и зависимые от них земли в Киевской земле (Чернин, Боденьковицы, Выползы и др.), усадьбу в Быхове и двор Добосну к юго-западу от него, а также данников в Турце в Оршанском повете. Эти земли, а также Химы, Зубревицы и пустую Дубровенскую земли князь завещал жене и дочери, которая позднее передала их своему внуку Ольбрахту Мартиновичу Гаштольду.
Дмитрий Зубревицкий был наместником обширной Остёрской волости на левобережье Днепра. В гражданской войне сражался на стороне Свидригайла; по сообщению Хроники Быховца вместе с братом Василием Красным попал в плен к Сигизмунду в Ошмянской битве 8 декабря 1432. Впоследствии примирился с Сигизмундом и признал его власть.
24 марта 1470 году Казимир IV подтвердил за вдовой Дмитрия владение всеми его литовскими землями.

## Семья
Жена: княгиня Софья. По утверждению Быховского летописца — Софья Жедивидовна, владелица Подольской земли, дочь князя Ивана Жедивида Ольгердовича. Историкам такой сын Ольгерда неизвестен
Дочь:
- княжна Марина Дмитриевна Друцкая-Зубревицкая (ум. после 1496). Муж: князь Семён Семёнович Гольшанский-Трабский

Возможно, у Дмитрия Секиры была еще одна дочь, через которую часть Друцкого княжества, а также Комаричи близ Быхова перешли во владение рода князей Мошковских, угасшего в начале XVI века.